# È tempo di sognare
È tempo di sognare (Nanhe Jaisalmer - A Dream Come True), anche conosciuto come Nanhe, è un film di Bollywood del 2007 diretto e scritto da Samir Karnik e interpretato, tra gli altri, da Bobby Deol nel ruolo di sé stesso e dal bambino attore Dwij Yadav nel ruolo che dà il titolo al film. Il film è ambientato nel Rajasthan e i brani del film, specialmente Ranjhana che è suonata da Himesh Reshammiya, contiene nel testo la parola Rajasthani.
In Italia i diritti sono stati acquistati da Rai, che lo ha trasmesso per la prima volta nell'agosto 2011 alle 21:30 su Rai 1 come pellicola del ciclo Le stelle di Bollywood.

## Trama
Nanhe Jaisalmer (Dwij Yadav) è un giovane indiano che vive insieme alla madre facendo il conduttore di cammelli per i turisti nel Rajasthani. È appassionato di cinema e in particolare è un fan dell'attore Bobby Deol, di cui tiene nella sua stanza una foto scattata insieme a lui anni addietro. Un giorno viene a sapere che il suo idolo avrebbe girato il suo prossimo film nella sua regione, non molto lontano da dove vive. Sebbene si rassegni all'idea che non lo avrebbe incontrato, mentre è nel deserto con il suo cammello lo incontra di persona molti anni dopo la foto. Nasce così un'amicizia molto importante per il piccolo Nanhe.

## Box office
Il film, sebbene abbia ottenuto una buona accoglienza nelle sale, non ha ottenuto grandi risultati al boxoffice. Ha ottenuto invece più successo nella distribuzione Home video e nel passaggio sulle reti televisive. Il film ha ottenuto il Certificato di eccellenza al California Children Film Festival.